# فوربرنقا
فوربرنقا هي مدينة تقع في غرب دارفور، السودان.

## تاريخ
نظم القرويون من 20 قرية بالقرب من بلدة فوربرنقا مظاهرة أمام مجلس المدينة في 14 أغسطس 2011 احتجاجًا على عدم توفر العملة الجديدة. قامت ميليشيا مسلحة بالسطو على محكمة فوربرنقا ومكتب ديوان الزكاة وستة محلات تجارية في 25 نوفمبر/تشرين الثاني 2013. في منتصف ليل 30 مارس 2014، ووقع حريق أدى إلى تدمير 18 منزلاً في حي الكفاح.
في 29 مايو/أيار 2021، نظمت مظاهرة احتجاجية في فوربرنقا رداً على مقتل رجل على يد جماعة مسلحة مجهولة في سوق المدينة. وقام المتظاهرون بإغلاق الطرق الرئيسية. وأحرقوا المحلات التجارية في السوق والمكاتب الإدارية وديوان الزكاة ومأمورية الضرائب. ونشرت قوات الأمن لتخفيف التوترات.
وقع اشتباك عرقي بين المساليت وقبائل أخرى في فوربرنقا يومي 10 و11 أبريل 2023. وأحرقت المليشيا منازل في ستة أحياء ونهبت ممتلكات المدنيين. وأدى هذا الهجوم إلى مقتل 25 شخصاً ونزوح 20 ألف شخص من المدينة والمناطق المحيطة بها. واستجابة لهذا الصراع العرقي، فرضت حكومة غرب دارفور حظر التجول لمدة أسبوعين من الساعة 19:00 إلى الساعة 07:00 فيها.

### نزاع السودان 2023
في 15 أبريل 2023، وقع اشتباك بين قوات الدعم السريع بين القوات المسلحة السودانية في المدينة.

## اقتصاد
يوجد فيها سوق له أهمية تجارية، ومنها تجارة الجمال والماشية.

## الرعاية الصحية
فيها يوجد مستشفى فوربرنقا الريفي، يقدم الخدمات الصحية لسكان المدينة.